# Ravensbrück
Ravensbrück var ett nazistiskt koncentrationsläger särskilt avsett för kvinnor, beläget utanför Neubrandenburg, 90 kilometer norr om Berlin. I dag ligger resterna av lägret i kommunen Fürstenberg an der Havel i Brandenburg. 
Ravensbrück upprättades av SS 1938/1939 och utvecklades till ett lägerkomplex med fabriker, verkstäder, ett mindre läger för män, ett ungdomsläger och ett stort antal satellitläger vid externa fabriker. Omkring 150 000 fångar registrerades under de sex åren lägret existerade, mellan 20 000 och 30 000 av dem avled av undernäring, sjukdomar eller genom avrättning. Tusentals fångar sändes till sin död i andra läger.

## Lägrets historia

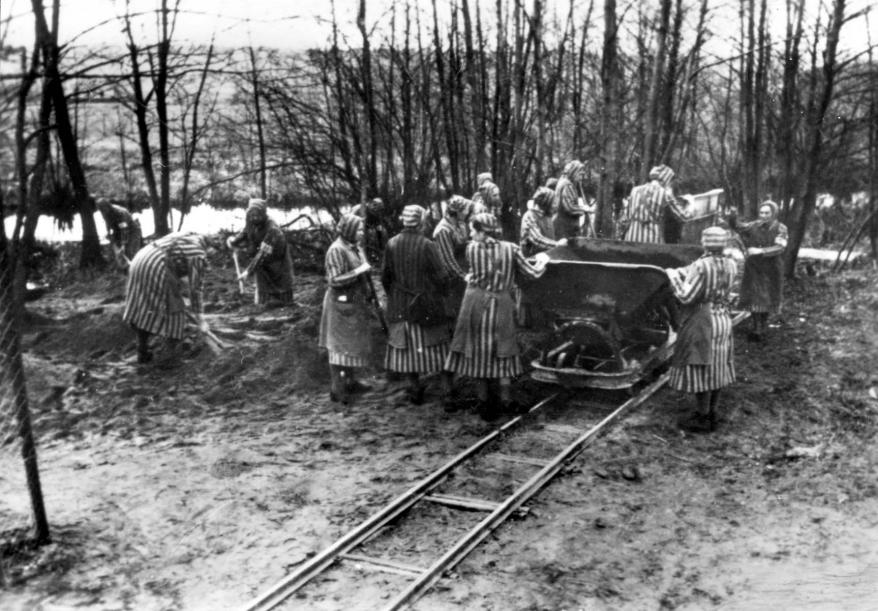
Kvinnor i Ravensbrück skyfflar jord 1939.

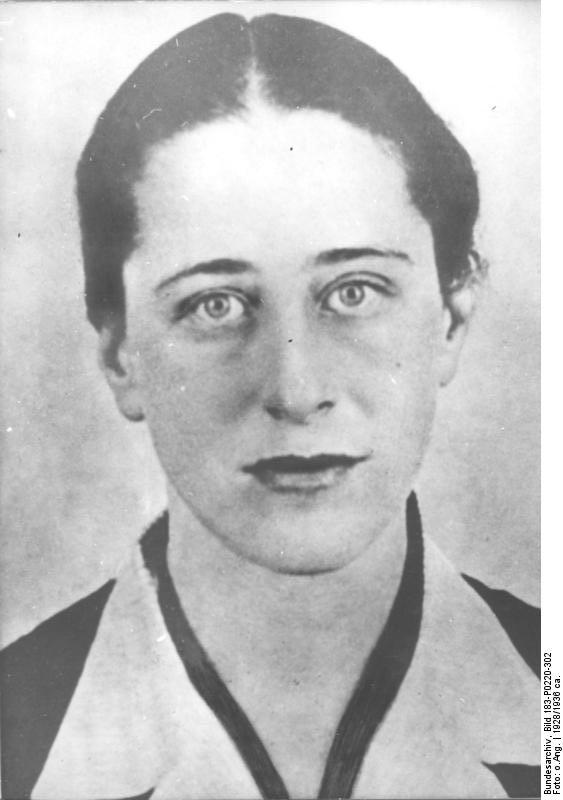
Olga Benário Prestes, tysk judinna och kommunist, gasades ihjäl i Bernburg 23 april 1942.

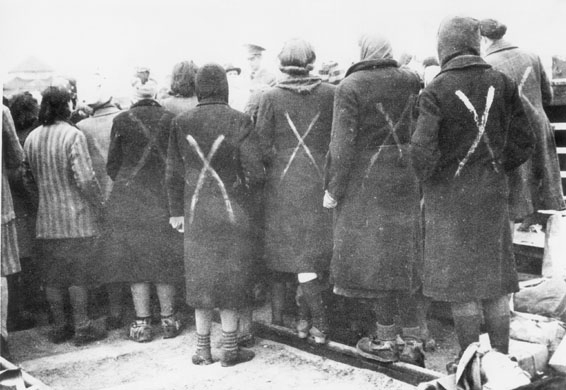
Kvinnor samlas när Röda korset kommit till lägret i april 1945. De vita kryssen markerar att kvinnorna är fångar. Se not

SS:s myndighet Inspektoratet för koncentrationslägren lät uppföra kvinnolägret Ravensbrück 1938. Som byggnadsarbetare användes fångar från koncentrationslägret Sachsenhausen. Under våren 1939 kom de första kvinnorna, överförda från koncentrationslägret Lichtenburg. Ravensbrück utvidgades sedan kontinuerligt: 1940 uppförde SS:s bolag Texled (Gesellschaft für Textil- und Lederverwertung mbH / Bolaget för textil- och läderbearbetning) en ”industrigård” med textilverkstäder. 1941 inrättades ett mindre läger för män och 1942 ungdomslägret Uckermark (Jugendschutzhaftlager Uckermark). Sommaren 1942 byggde elektronikföretaget Siemens & Halske en fabrik i anslutning till lägret. Samma år blev Ravensbrück även ett träningsläger för SS:s kvinnliga övervakningspersonal, så kallade Aufseherinnen. (Dessa kom sedan att tjänstgöra i andra läger, se exempelvis Herta Bothe). Ravensbrück bredde efterhand ut sig med ett stort antal mindre satellitläger inrättade vid externa fabriker. I början av 1945 byggdes en provisorisk gaskammare bredvid de redan befintliga krematorierna. Lägret expanderade ända fram till 1945 med fler och fler baracker, och på grund av överbeläggning till och med tält.
De största förändringarna, och försämringarna, av lägret började 1942 efter Tysklands misslyckade blixtkrig mot Sovjet och USA:s inträde i kriget. De tyska koncentrationslägren blev nu allt viktigare som leverantörer av arbetskraft till den växande rustningsindustrin. SS hyrde ut fångar som slavarbetare till privata och statliga företag som producerade vapen och krigsmaterial. Antalet fångar/slavarbetare ökade markant; till Ravensbrück deporterades tusentals kvinnor från ockuperade länder – Sovjet, Ukraina, Polen, Frankrike, Jugoslavien, Slovakien och Ungern. Antalet "Nebenlager" (satellitläger) ökade också. Huvudlägret Ravensbrück blev navet för ett nätverk med över 40 satellitläger där såväl arbetsdugliga och som för arbete obrukbara fångar skyfflades fram och tillbaka.
Följden av denna expansion blev överbeläggning och brutalisering. I de överfulla barackerna försämrades de hygieniska förhållandena drastiskt – tyfus, difteri, tuberkulos och skabb spred sig. Matransonerna blev mindre, övervakningen vid arbetsplatserna utvecklades till ren terror, sjuka och orkeslösa fångar sändes att dö. I början av 1945 fick Ravensbrück en egen gaskammare där mellan fem och sex tusen personer mördades under krigets sista månader.
Strax före krigsslutet lyckades Internationella, Svenska och Danska Röda korset evakuera omkring 7 000 fångar, se Evakueringen av Ravensbrück. De återstående 20 000 fångarna evakuerades av tyskarna den 23 och 24 april 1945 och tvingades av SS till en Dödsmarsch mot nordväst, bort från de annalkande sovjetiska trupperna. När Röda Armén kom till lägret en vecka senare - den 30 april - fanns det 2 000 sjuka och döende fångar kvar i Ravensbrück.

## Lägrets fångar
Mellan 1939 och 1945 registrerades omkring 132 000 kvinnor och barn, 20 000 män och 1 000 flickor (från Uckermark) som fångar i Ravensbrück. Fångarna kom från fyrtio länder, bland dem fanns judar, romer och sinti. Nästan en tredjedel av kvinnorna, 40 000, kom från Polen. Omkring 25 000 var från Sovjet och 22 000 från Tyskland och Österrike. I lägret registrerades också omkring 9 000 ungerska judinnor och 8 000 kvinnor från Frankrike.
I koncentrationslägren delades fångarna in i olika kategorier – ”politiska”, ”bibelforskare” (Jehovas vittnen), ”kriminella”, ”asociala”, ”romer”, ”judar”  och i lägren för män även ”homosexuella”. Under de första åren var medlemmar i Jehovas vittnen den största fångkategorin i Ravensbrück. Sedan internerades många ”kriminella” och ”asociala”. Till de så kallade asociala hörde prostituerade och kvinnor som på olika sätt var socialt utsatta. År 1942 internerades judinnor från Tjeckien, Polen och Holland; få av dem överlevde året ut. Utländska gästarbetare och så kallade ”Ostarbeiter” från Sovjet och Ukraina som bedömdes som motsträviga internerades också. Politiska fångar från Polen utgjorde hela tiden en stor grupp i lägret men 1943 ökade antalet politiska fångar från andra ockuperade länder som Frankrike, Sovjet, Ukraina och Jugoslavien. En enorm massdeportation med 70 000 kvinnor anlände under 1944. De flesta av dem kom från Frankrike och Polen (efter Warszawaupproret), de övriga var judinnor från Ungern och Slovakien. Därtill kom under 1944/1945 kvinnor som deporterats från andra koncentrationsläger, framförallt från Auschwitz. Bland dem fanns en stor grupp romska kvinnor med barn.
Tiotusentals av fångarna sköts till döds, gavs dödliga injektioner, avled till följd av svält och sjukdomar eller dödades vid medicinska experiment. Flertalet judinnor och åtskilliga ryskor miste livet i gaskammaren i en aktion under kodnamn 14f13. Aktion 14f13 innebar att fångar sändes till sanatoriet i Bernburg där det fanns en gaskammare som tidigare används i det s.k. dödshjälpsprogrammet av handikappade och mentalt sjuka.
Historiker bedömer att omkring 28 000 fångar mördades eller avled på grund av sjukdom och undernäring i Ravensbrück samt att tiotusentals sändes till sin död i andra läger. Av de hundratals barn som föddes i Ravensbrück överlevde endast ett fåtal, de flesta avled redan efter ett par månader.

## Tvångsarbete
Varje dag gick strängt övervakade kolonner med kvinnor ut genom lägerporten för att arbeta på närliggande gods eller verkstäder. Under de första åren tvingades även många arbeta med tunga anläggningsarbeten inom lägret. Anläggnings- och byggnadsarbeten övergick senare till männen när det lilla lägret för män inrättats. 

Efter att SS:s bolag Texled byggt industrikomplexet med textilverkstäder avsattes flera tusen kvinnor att tvångsarbeta där. De arbetade i ett hårt drivet löpande-band-system där bland annat uniformer tillverkades. Kvinnorna ålades ett dagligt arbetspensum; de som inte lyckades uppfylla kvoten blev pryglade. Ett ännu mer krävande arbete påtvingades kvinnorna när Siemens & Haskel uppfört sin fabrik. Det mödosamma monterandet av finkänsliga elektronikdelar under långa tolvtimmarsskift med SS-personal som övervakare blev för kvinnorna en olidlig plåga. Arbetsförhållanden vid satellitlägrens fabriker var lika outhärdliga.
Kvinnor från Ravensbruck tvingades också arbeta på lägerbordeller. 1942/43 öppnade SS bordeller i några läger (bland andra Buchenwald och Flossenbürg) för att uppmuntra och belöna manliga fångar. Fångarna betalade 2 Mark till SS för varje bordellbesök. Man uppskattar att flera hundra kvinnor från Ravensbrück sändes till dessa bordeller. Många av kvinnorna valde detta ”frivilligt” mot löftet att sedan bli frigivna. Det löftet infriades aldrig.

## Medicinska experiment
Från och med 1942 började nazisterna utföra medicinska experiment i Ravensbrück. Under det första året utsattes 74 polskor och 12 kvinnor av annan nationalitet för experiment med syfte att framkalla infektion (gasbrand) liknande den tyska soldater kunde utsättas för i krigssituationer. Man gjorde även experiment med transplantering av ben, vilket inbegrep amputationer på de utvalda fångarna. En av de ansvariga för de medicinska experimenten i Ravensbück var läkaren Herta Oberheuser. 
År 1942 gav SS:s högste chef Heinrich Himmler professor Carl Clauberg i uppdrag att påbörja experiment med sterilisering på kvinnor och barn. Clauberg utförde sina experiment både i Auschwitz och i Ravensbrück.  Dessa ingrepp drabbade framför allt romer.

## Dödsmarsch och befrielse
I januari 1945, innan de återstående överlevande i lägren befriades, fanns uppskattningsvis 45 000 kvinnliga fångar och över 5 000 manliga fångar kvar i Ravensbrück, inklusive barn och personer som transporterats från satellitläger enbart för gasning, som utfördes i all hast.
När Röda armén närmade sig våren 1945 beslutade SS-ledningen att flytta så många fångar som möjligt för att undvika att lämna kvar levande vittnen som kunde vittna om vad som hade hänt i lägret. I slutet av mars beordrade SS alla fysiskt kapabla kvinnor att bilda en kolonn och lämna lägret i riktning mot norra Mecklenburg, vilket tvingade över 24 500 fångar på en dödsmarsch. Cirka 2 500 kvarvarande etniska tyska fångar släpptes och 500 kvinnor överlämnades till tjänstemän från svenska och danska Röda Korset strax efter evakueringen. Den 30 april 1945 hittades färre än 3 500 undernärda och sjuka fångar levande i lägret när det befriades av Röda armén. De överlevande från dödsmarschen befriades under de följande timmarna av en sovjetisk spaningsenhet.

## Kvinnornas egna handarbeten och texter
För kvinnorna i lägret var det viktigt att försöka behålla en del av sin värdighet och känslan av att fortfarande vara en människa. Därför tillverkade de i smyg halsband, armband och andra personliga saker liksom små dockor och böcker. Dessa personliga ägodelar var av stor betydelse för kvinnorna och många av dem riskerade sina liv för att kunna behålla dem.
I hemlighet ägnade sig kvinnorna även åt att skriva, undervisa och berätta historier för varandra. Den tyska litteraturhistorikern Constanze Jaiser har funnit en mängd dikter och texter där kvinnorna uttrycker sitt lidande, sina drömmar och minnen. De skrev och utbytte till och med olika matrecept.

## Efterdyningarna

### Ravensbrückrättegångarna
SS-vakterna, de kvinnliga Aufseherinnen-vakterna och före detta fångefunktionärer med administrativa befattningar i lägret arresterades i slutet av kriget av de allierade och ställdes inför rätta vid Ravensbrück-rättegångarna i Hamburg mellan 1946 och 1948. Sexton av de anklagade befanns skyldiga till krigsförbrytelser och brott mot mänskligheten och dömdes till döden.
Fritz Suhren och Hans Pflaum flydde till Bayern, men fångades 1949 av de amerikanska trupperna och skickades till den franska ockupationszonen. Rättegången och överklagandet ägde rum från februari till maj 1950. Juryn bestod av representanter för de franska, nederländska och luxemburgska regeringarna, under ledning av den franska zonens överdomare. Flera dussintals före detta fångar var stämda. Suhren och Pflaum anklagades för krigsförbrytelser och brott mot mänskligheten. De dömdes till döden och avrättades den 12 juni 1950. 

### Minnesmuseet Ravensbrück
Det som återstår av koncentrationslägret är i dag ett minnesmuseum, Gedenkstätte Ravensbrück 

#### Tyska demokratiska republiken
På platsen för det före detta koncentrationslägret finns ett minnesmärke. År 1954 fick skulptören Will Lammert i uppdrag att utforma minnesplatsen mellan krematoriet, lägermuren och sjön Schwedtsee. Fram till sin död 1957 skapade konstnären ett stort antal skulpterade modeller av kvinnor. Den 12 september 1959 invigdes det nationella minnesmärket Ravensbrück utanför det före detta koncentrationslägret på ett 3,5 hektar stort område mellan den före detta lägermuren och Schwedtsee-sjöns strand. Rosa Thälmann, en före detta koncentrationslägerfånge och änka till politikern Ernst Thälmann, höll invigningstalet. Jämfört med Buchenwald och Sachsenhausen var det den minsta av de tre nationella minnesplatserna i Tyska demokratiska republiken (DDR).
I samband med invigningen av det nationella minnesmärket skapades (under överinseende av Fritz Cremer) och ställdes ut en förminskad version av Tragende (Kvinna med börda). Denna centrala symboliska figur, även känd som "Pietàen från Ravensbrück", står på toppen av en stele på halvön i sjön Schwedtsee. Monumentet Zwei Stehende (Två stående kvinnor) har också sitt ursprung i Lammerts modeller. Andra statyer, som också ursprungligen skapades för Ravensbrück, finns sedan 1985 utställda på den gamla judiska kyrkogården i Berlin Mitte till minne av fascismens judiska offer.
Sedan 1984 har det tidigare SS-högkvarteret inrymt Museum des antifaschistischen Widerstandskampfes (Museum för antifascistiskt motstånd). Efter att sovjetarmén dragit sig tillbaka från Tyskland, som fram till 1993 hade använt delar av det före detta lägret för militära ändamål, blev det möjligt att införliva fler delar av lägret i minnesplatsen.
De tre nationella minnesplatserna Buchenwald, Sachsenhausen och Ravensbrück spelade en central roll i DDR:s minnespolitik under Erich Honecker. De kontrollerades av kulturministeriet och fungerade som platser för identifiering och legitimering av DDR. Enligt historikern Anne-Kathleen Tillack-Graf blev den politiska instrumentaliseringen av dessa minnesplatser, särskilt för DDR:s aktuella behov, särskilt tydlig under de stora firandet av befrielsen av koncentrationslägren.

#### Efter Tysklands återförening
I dag är de tidigare bostadsblocken för de kvinnliga vakterna ett vandrarhem och en mötesplats för ungdomar. I samband med omorganisationen, som ägde rum i början av 1990-talet, ersattes Museum des antifaschistischen Widerstandskampfes av två nya permanenta utställningar: "Kvinnor från Ravensbrück", som visar 27 före detta fångars biografier, och "Ravensbrück. Topografi och historia i kvinnokoncentrationslägret", som ger information om lägrets ursprung, beskriver det dagliga livet i lägret och förklarar principen om Vernichtung durch Arbeit (utrotning genom arbete). Sedan 2004 finns också en utställning om de kvinnliga vakterna i Ravensbrücks kvinnokoncentrationsläger, som är inrymd i ett annat av deras tidigare bostadsblock. Dessutom hålls regelbundet tillfälliga utställningar av särskilt intresse vid minnesplatsen.

Den 16 och 17 april 2005 hölls en ceremoni till minne av 60-årsdagen av lägrets befrielse. Bland de inbjudna fanns cirka 600 överlevande från hela världen, främst från Östeuropa. Samtidigt öppnades en ny, permanent utomhusutställning på temat tågtransporter till Ravensbrück. Det centrala föremålet är en renoverad godsvagn. Utställningens informationstavlor beskriver transporternas ursprung och hur de utvecklades med tiden och förklarar de olika tågtyperna, var de anlände och vilken roll lokalbefolkningen spelade. Det är förmodligen den enda utställningen hittills vid ett tyskt minnesmärke som enbart ägnas åt ämnet transporter till lägret.

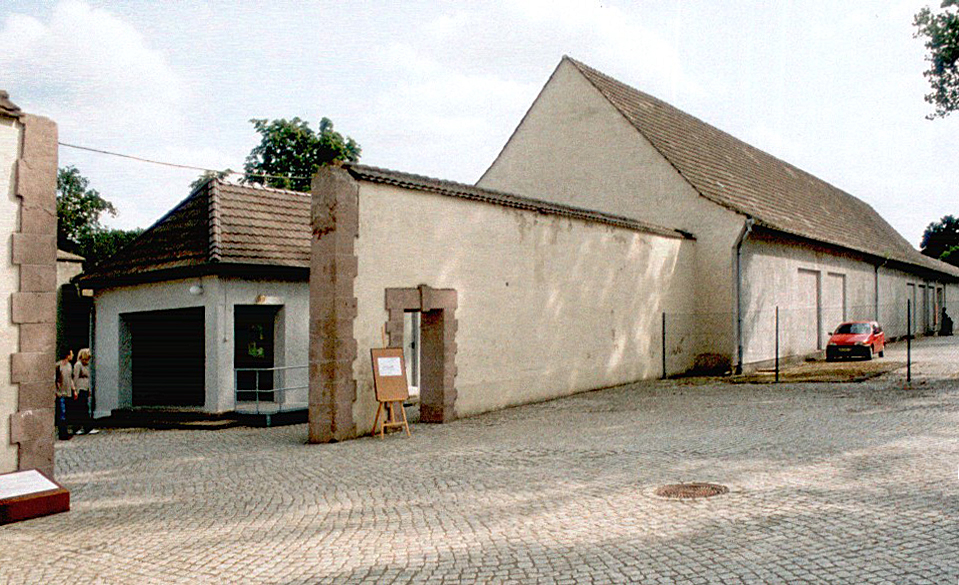
Lägerporten och vaktbyggnader. Foto 2005

## Lägerkommendanter
- SS-Standartenführer Günther Tamaschke: december 1938 – maj 1939
- SS-Hauptsturmführer Max Koegel: maj 1939 – augusti 1942
- SS-Hauptsturmführer Fritz Suhren: september 1942 – april 1945